# Robert Philippson
Robert Philippson (* 14. Mai 1858 in Magdeburg; † 27. November 1942 im Ghetto Theresienstadt) war ein deutscher Klassischer Philologe und Gymnasiallehrer.

## Leben

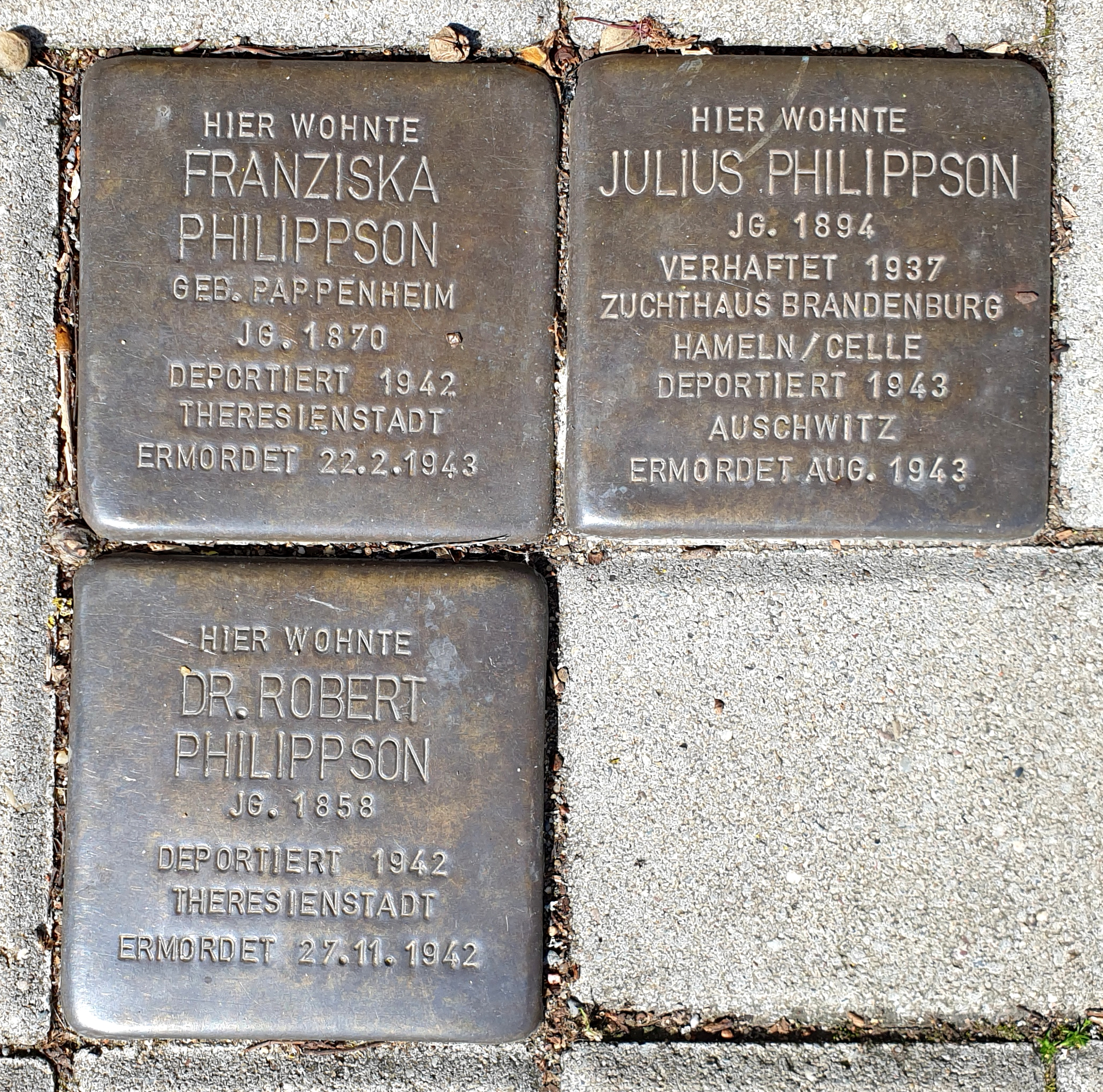
Stolpersteine der Familie Philippson in Magdeburg

Robert Philippson stammte aus einer alten Rabbinerfamilie. Sein Vater war der Kaufmann Julius Philippson (1814–1871), seine Mutter Bertha geb. Hirsch; das Paar hatte zwei Töchter und vier Söhne, die allesamt das Domgymnasium Magdeburg besuchten. Robert Philippson trat dort 1867 ein und studierte nach der Reifeprüfung (Ostern 1877) Klassische Philologie. Er begann sein Studium an der Universität Bonn, wechselte zum Wintersemester 1877/78 an die Universität Leipzig und von dort zum Wintersemester 1879/80 an die Berliner Universität, wo ihn besonders der Philosophiehistoriker Eduard Zeller prägte. Nach der Promotion zum Dr. phil. (30. November 1881) bereitete sich Philippson auf die Lehramtsprüfung vor, die er am 23. Januar 1883 ablegte. Er erwarb die Lehrberechtigung in den Fächern Latein und Griechisch für die Oberstufe I, in philosophischer Propädeutik, Geschichte und Erdkunde in Unterstufe II. In einer Nachprüfung am 13. Januar 1885 erwarb er noch die Lehrberechtigung im Fach Deutsch (Oberstufe I).
Als Jude fand Philippson zunächst keine Anstellung an einem preußischen Gymnasium. Das Probejahr absolvierte er an der Realschule der jüdischen Gemeinde in Frankfurt am Main. Anschließend unterrichtete er als Hilfslehrer am Domgymnasium zu Magdeburg. Zum 1. April 1886 wurde er als Hilfslehrer am Magdeburger König-Wilhelms-Gymnasium angestellt, wo er zum 1. April 1887 zum ordentlichen Lehrer, 1892 zum Oberlehrer und 1905 zum Gymnasialprofessor ernannt wurde. Philippson war der erste und lange Zeit einzige jüdische Lehrer an dieser Schule. Neben dem Unterricht arbeitete er für den Deutschen Sprachverein. Mit seiner Gemahlin pflegte er Hausmusik. Das Paar bekam drei Söhne: Julius (1894–1943), Ernst (1897–1917) und Werner (1908–1968). Die zwei ältesten nahmen am Ersten Weltkrieg teil. Julius geriet in russische Kriegsgefangenschaft, aus der er erst 1920 entlassen wurde, Ernst fiel 1917 an der Westfront.
Nach seinem Eintritt in den Ruhestand (1. Oktober 1923) wandte sich Philippson verstärkt seinen wissenschaftlichen Interessen zu. Er beschäftigte sich mit der griechischen Philosophie, besonders mit den Schriften des Philodemos von Gadara, die damals mit den herkulanensischen Papyri ans Licht kamen. Philippson schrieb zahlreiche Aufsätze, in denen er die fragmentarischen Schriften rekonstruierte und ihr philosophisches System analysierte. Er publizierte in verschiedenen Zeitschriften, auch des Auslands, was besonders in der Zeit des Nationalsozialismus unausweichlich war. Er verfasste außerdem Artikel für die Realenzyklopädie der klassischen Altertumswissenschaft (RE), unter anderem über Philodemos und Ciceros philosophische Schriften.
Nach der Reichspogromnacht 1938 wurde Philippsons jüngster Sohn für kurze Zeit verhaftet und ins Konzentrationslager verbracht; nach seiner Freilassung emigrierte er nach Großbritannien. Der älteste Sohn Julius saß bereits seit 1937 im Konzentrationslager. Robert Philippson und seine Frau blieben in Magdeburg, bis sie im Herbst 1942 ebenfalls verhaftet und ins Ghetto Theresienstadt verschleppt wurden. Dort kamen sie bei seinem Cousin Alfred Philippson unter.
Bei all dem führte er seine wissenschaftliche Arbeit stets fort. Sein letzter selbst vollendeter Aufsatz erschien im April 1943 im American Journal of Philology. Am 27. November 1942 starb Robert Philippson im Alter von 84 Jahren. Wenige Monate später starb auch seine Frau.

## Schriften (Auswahl)
- De Philodemi libro qui est περὶ σημείων καὶ σημειωσέων et Epicureorum doctrina logica. Berlin 1881 (Dissertation)
- Die ästhetische Erziehung. Ein Beitrag zur Lehre Kants, Schillers und Herbarts. Magdeburg 1890 (Schulprogramm)
- Studien zu Epikur und den Epikureern. Im Anschluß an W. Schmid (†) herausgegeben von C. J. Classen. Hildesheim 1983 (mit Schriftenverzeichnis)